# Saint-Lattier
Saint-Lattier ist eine französische Gemeinde mit 1.468 Einwohnern (Stand: 1. Januar 2022) im Département Isère in der Region Auvergne-Rhône-Alpes. Sie gehört zum Arrondissement Grenoble und zum Kanton Le Sud Grésivaudan. Die Einwohner werden Saint-Lattiérois genannt.

## Geographie
Saint-Lattier liegt etwa 43 Kilometer westsüdwestlich von Grenoble an der Isère, die die Gemeinde im Süden begrenzt, in der historischen Landschaft Dauphiné. Umgeben wird Saint-Lattier von den Nachbargemeinden Montagne im Norden, Saint-Bonnet-de-Chavagne im Osten und Nordosten, Saint-Hilaire-du-Rosier im Osten, Eymeux im Süden, Saint-Paul-lès-Romans im Südwesten, Châtillon-Saint-Jean im Westen sowie Parnans im Nordwesten. 
Durch die Gemeinde führt die Autoroute A49. 

## Bevölkerungsentwicklung

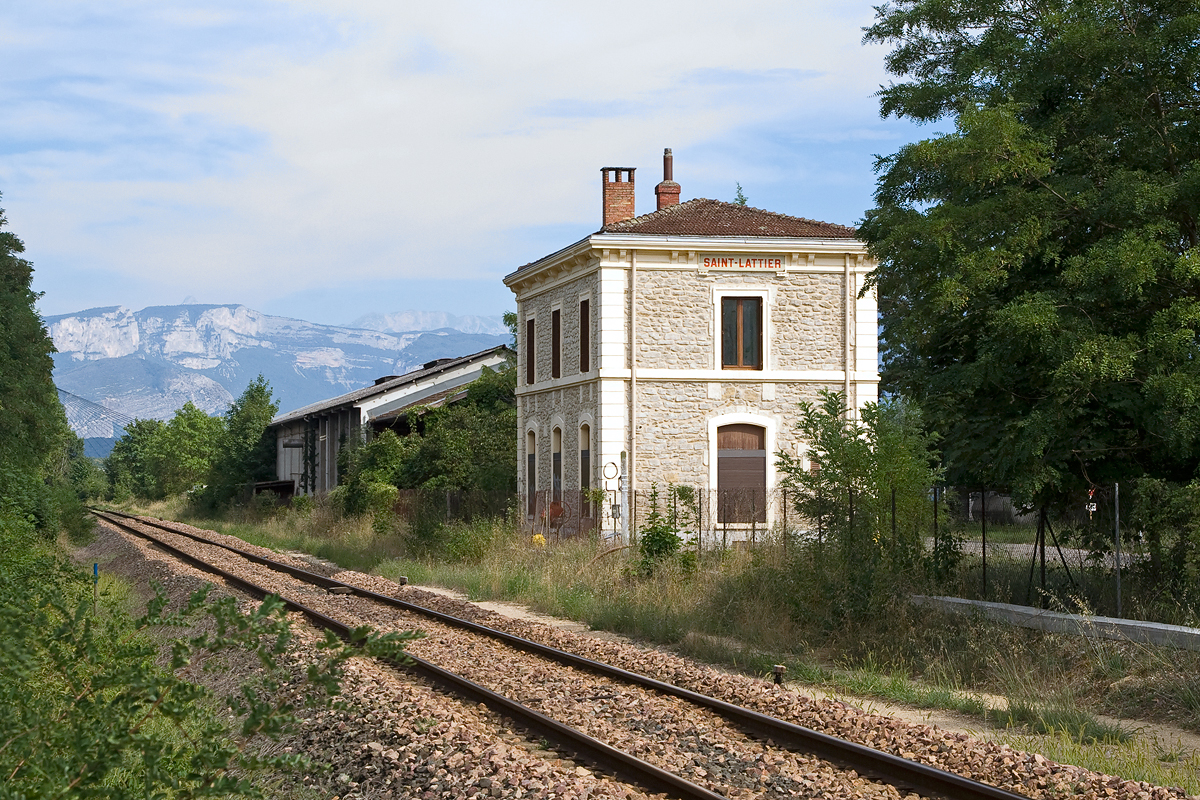
Ehemaliger Bahnhof Saint-Lattier

| Jahr                       | 1962 | 1968 | 1975 | 1982 | 1990 | 1999 | 2006 | 2018 |
| -------------------------- | ---- | ---- | ---- | ---- | ---- | ---- | ---- | ---- |
| Einwohner                  | 870  | 833  | 775  | 902  | 1028 | 1031 | 1192 | 1366 |
| Quellen: Cassini und INSEE |      |      |      |      |      |      |      |      |